# Nimbacinus dicksoni
Nimbacinus dicksoni — вид вимерлих сумчастих ссавців родини Тилацинових (Thylacinidae), що жив від пізнього олігоцену до середнього міоцену. 
«Nimba» — слово корінних австралійських жителів Ван'ї з областей Ріверслі, перекладається «малий», грец. kyon — «пес». Визначена Стівеном Ро вага цієї тварини — 5022.9 гр (похибка 13%). Вид був уперше описаний на підставі тільки верхньої й нижньої щелеп, які були знайдені на Ріверслі. З тих пір був знайдений повний скелет з черепом. Цей мисливець розмірів лисиці мешкав у вологому лісі поруч із іншими тилациновими відомими по Ріверслі.